# بندة (دشت آزادكان)
بَنْدَة من قرى بلدية دشت آزادكان في ولاية خوزستان الإيرانية.